# Мария Анна Пфальц-Нойбургская
Мария Анна Пфальц-Нойбургская (нем. Maria Anna von der Pfalz-Neuburg; 28 октября 1667, Дворец Бенрат — 16 июля 1740, Гвадалахара, Кастилия-Ла-Манча) — королева-консорт Испании, вторая жена короля Карла II. Приходилась тёткой другой испанской королеве — Изабелле Фарнезе (мать Изабеллы была родной сестрой Марии Анны). На своей второй родине известна как Мариана Нойбургская.

## Первые годы жизни
Рождённая во дворце Бенрат в Дюссельдорфе, Мария Анна была двенадцатым ребёнком курфюрста Пфальца Филиппа Вильгельма и его жены Елизаветы Амалии Гессен-Дармштадтской.
Детство Марии Анны, как и её сестёр Марии Софии, Доротеи Софии и Эдвиги Елизаветы, прошло в замке в Нойбургe-на-Дунае под наблюдением немки-гувернантки фрау фон-Клау. В семье девочку ласково называли Мариандель. С раннего детства принцесса была очень привлекательна: высокая, стройная, рыжеволосая с благородным бледным оттенком кожи. Но в то же время её характеризовали как надменную, пустую и эгоистичную персону.
Мария Луиза Орлеанская, первая жена Карла II Испанского, скончалась бездетной 12 февраля 1689 года. Король не хотел больше жениться, однако проавстрийской партии нужна была поддержка при дворе и они подобрали королю в жёны Марию Анну, чья старшая сестра Элеонора была замужем за Императором Леопольдом I.

## Замужество
Брак по доверенности был заключён 28 августа 1689 года в Ингольштадте, Германия. Среди множества знатных гостей на церемонии присутствовали также её зять, император Леопольд, и сестра, императрица Элеонора. Однако прибытие новой жены короля на новую родину затянулось до весны 1690 года. И только 14 мая 1690 года, в возрасте 22 лет, Мария Анна вышла замуж за Карла II лично. Свадьба состоялась неподалёку от Вальядолида, Испания. Карл II, всё ещё пребывающий в скорби по первой супруге, не обратил внимания на свою новую королеву, и она не обратила на него внимания. Создавалось впечатление, что король присутствовал на свадьбе лишь для того, чтобы поедать торты. Первая брачная ночь, как и все последующие, прошла раздельно. Этот брак монарха так и не был консуммирован.
Новая королева могла похвастаться хорошей образованностью, знанием языков и не была чужда политическим амбициям. Но, несмотря на это, испанский двор не принял её, а народ называл «противной рыжей немкой». Она постоянно манипулировала супругом, запугивая его во время вспышек ярости. Мария Анна была активной участницей бесконечных интриг и заговоров при испанском дворе. Так, например, она, понимая что не сможет иметь детей, проводила активную кампанию по признанию своего племянника, эрцгерцога Карла Австрийского, наследником испанского престола. Разумеется, при таком поведении отношения со свекровью, вдовствующей королевой Марианной Австрийской, оставляли желать лучшего. Королева-мать, желавшая видеть следующим королём Испании своего правнука, Иосифа Фердинанда Баварского, так высказалась о своих отношениях со снохой: «Два солнца не могут ужиться на одном небе». Однажды во время ссоры монарших дам старшая из них сказала: «Учитесь жить, мадам, и запомните раз и навсегда, что люди гораздо выше вас смирялись передо мной; единственное, чем вы их превосходите, это то, что являетесь женой моего сына, но этим вы обязаны мне». На что Мария Анна воскликнула «За это я вас и ненавижу так сильно!».
Большая часть придворных не любили жену монарха, в том числе и потому, что она пользовалась малейшей возможностью раздобыть денег для себя и своей семьи. Среди прочего, королева умудрялась выкрадывать бесценные полотна из королевской коллекции искусств и переправлять их своим немецким родственникам. Тем не менее экономическая ситуация в государстве в то время была далека от идеальной, поэтому даже королеве приходилось идти на жертвы и экономить. Например, однажды ей пришлось заложить собственные украшения ради покрытия некоторых расходов, поскольку у её мужа в тот момент совершенно не было денег. В письмах на родину она жаловалась, что её сёстры получили лучшее приданое, чем она. Также ей не давал покоя факт, что её предшественница, Мария Луиза Орлеанская, выходя замуж, привезла с собой из Франции богатую коллекцию драгоценностей. Мария Анна ненавидела свою предшественницу из-за того, что Карл любил только её, и не интересовался второй женой, как и другими женщинами. Мария Анна оставалась девственницей на протяжении всего брака.

## Вдовство
Муж Марии Анны, король Карл II, умер 1 ноября 1700 года. Своим завещанием он обеспечивал ежегодные выплаты на содержание супруги, а также просил своего преемника относиться к ней с уважением и почтением. Но новый король, Филипп V, не выполнил последнюю волю предшественника и приказал Марии Анне уехать из Мадрида до его прибытия в столицу. Королеве не оставалось ничего другого, как перебраться в старый мрачный алькасар в городе Толедо. Она писала письма своим родным с просьбами о помощи, но не находила отклика. В 1701 году её старший брат, курфюрст Пфальца Иоганн-Вильгельм, писал их сестре императрице Элеоноре: «По поводу королевы Испании я искренне сочувствую этой несчастной даме, но, по правде сказать, всё, с чем ей пришлось столкнуться, произошло по её собственной вине как следствие её ужасного поведения. И я считаю: то, о чём она просит Ваше величество, скорее нереально, чем воплотимо. Но если бы Вы могли помочь этой бедной женщине и утешить её в такой непростой ситуации, я бы считал это личной услугой мне…».
Тем временем Мария Анна продолжала терпеть лишения, живя в Толедском алькасаре. Осенью 1704 года королева пишет своей матери полное горечи письмо: «Я всеми покинута. Они не выплачивают мне полную пенсию, даже трети не выплачивают… Поэтому у меня не всегда есть прислуга — им просто нечем платить. Иногда у меня даже бывает недостаточно еды… Я стала жалкой от того, что не могу никому доверять, но в то же время боюсь, что все меня бросят».
Два года спустя, в 1706 году, дела королевы улучшились — её племянник, эрцгерцог Карл Австрийский с императорской армией оккупировал Толедо. Естественно, Мария Анна была безумно рада завоевателям и горячо приветствовала их. Несколько лет спустя король Филипп V за это выслал её из Испании. Мария Анна обосновалась в Байонне, Франция, где прожила, забытая всеми, несколько следующих десятилетий. Её исповедником был испанский священник и композитор Себастьян Дурон, который освятил скандальный брак бывшей королевы и Жана де Ларетеги, молодого сына изготовителя бочек.
В 1739 году ей, старой и больной, наконец-то было позволено вернуться в Испанию. Во дворце Инфонтадо в Гвадалахаре она прожила последние месяцы и умерла 16 июля 1740 года. Похоронена в Эскориале, усыпальнице испанских монархов.

## В массовой культуре
- Персонаж пьесы Виктора Гюго «Рюи Блаз», романа Александра Дюма-отца «Две королевы».
- В фильме «Рюи Блаз» (1947) роль Марии Анны исполняет Даниэль Даррьё.
- В фильме «Мания величия» (1971) роль Марии Анны исполняет Карин Шуберт.
- В фильме «Дон Сезар де Базан» (1989) роль Марии Анны исполняет Наталья Лапина.
- В фильме «Рюи Блаз» (2002) роль Марии Анны исполняет Кароль Буке.